# Ilse L M Russ
El SS Ilse L.-M. Russ fue un buque de carga de 1.600 toneladas construido en 1926 por Flensburger Schiffbau Gesellschaft, Flensburgo. Fue capturado por los aliados en mayo de 1945 en Kiel, pasó al Ministerio de Transporte de Guerra (MoWT) y pasó a llamarse Empire Conqueror. En 1946, fue asignada al gobierno noruego y pasó a llamarse Ekornes. Fue vendido al servicio comercial en 1947 y rebautizada como Elfrida. Estuvo en servicio hasta diciembre de 1959, cuando se le abrió una fuga de agua y se hundió frente a la costa de Noruega.

## Hundimiento
El 8 de diciembre de 1959, Elfrida estaba en un viaje desde Arcángel, Unión Soviética a un puerto danés con un cargamento de madera, cuando se abrió una vía de agua en la sala de máquinas. El clima en ese momento era tormentoso. Se emitió una llamada de socorro cuando el barco se encontraba en 58°09′N 03°30′E / 58.150, 3.500. El barco fue descubierto volcado con la pérdida de los 20 tripulantes. Se hundió el 9 de diciembre a unas 100 millas náuticas (190 km) de Stavanger.